# Chicago Art Book Fair
La Chicago Art Book Fair (CABF) è una fiera d'arte annuale che si tiene a Chicago, Illinois, Stati Uniti.
La fiera si concentra su libri d'artista, fanzine e edizioni in piccole tirature create da artisti indipendenti, editori, stampatori e tipografi. Il genere dei materiali rappresentati spazia quindi da libri d'artista di tradizionali editori a fumetti, da riviste specializzate a autoproduzioni e materiali di controcultura. La fiera è stata fondata dagli artisti Aay Preston-Myint e Alexander Valentine.
La fiera si tiene ogni anno a Chicago dal 2017. Le prime tre fiere si sono svolte a novembre presso la Chicago Athletic Association nel centro di Chicago.